# 戦略空母建御雷
戦略空母建御雷（たけみかづち）は、荒巻義雄の架空戦記『紺碧の艦隊』に登場する大型航空母艦。
艦名の由来は日本神話に登場する建御雷からきている。

## 特徴
前世の大型空母でもある『信濃』の後世版であり、外観は信濃そのものであるが艦の能力、戦力規模は大幅に上回っている。原作、コミック共に描かれた（第9巻「新憲法発布」）、満州国哈爾浜にて帝国陸海軍共同で開催された秘密会議『総合戦局分析首脳会議』の席上、「閲覧のみ」として出席者に回された『新艦艇計画』で高杉艦隊への優先配備されるとあった「超空母『正宗』」が当艦の事と思われる
ただ、前世軍令部で想定されていた『洋上の航空機中継基地』としてではなく、当初はアメリカが『航空機決戦思考』に移行してしまった場合の艦隊攻撃を想定して建造されたが、対米講和の可能性が高まった事を受け、使用目的を「制海空権を確保した敵地に洋上進出しての航空機による対地攻撃と派遣陸軍支援」に変更、また艦隊旗艦として通信・指揮系統設備をも充実させている。
…対米戦開戦当初は、前世での金食い虫であった『大和型戦艦』群の建造計画を止め、潜水艦隊や既存艦隊の防御力強化、各種防空戦闘機などの増強により省力戦に徹してきたが、一番のネックであった陸軍主体の中国大陸戦線の漸次撤兵・縮小や「北難に備えた」満州国の独立化、「侵略を伴わない南方資源確保」のための東南アジア各国への人道支援や宥和政策、世界最高の頭脳と最大の資本を持つユダヤ人への樺太割譲による『独立国建国』支援など、戦前からの基本大戦略に基づき矢継ぎ早に打ってきた政策や戦略のお陰で、前世開戦当初以上の船舶造船能力を維持する事が出来たため、主要な援英艦隊群（旗艦『日本武尊』を含む）や当艦などの『超弩級艦』建造を可能ならしめたと言える。
なお、噴式機を運用する本艦からの発艦は飛行甲板前部にある蒸気式カタパルト2基で行われる。

## 諸元
- サイズ
  - 全長:269.5m
  - 水線幅:38.9m
  - 基準排水量:7万8000t
  - 満載排水量:9万t弱
  - 最高速力:30ノット(kn)
- 飛行甲板
  - 全長:256m
  - 全幅:42m
  - エレベーター4基
- 兵装
  - 12.7cm連装高角砲:10基
  - 25mm3連装機銃:19基
  - 12cm19連装噴進砲:12基（対地攻撃可）
  - マ式豆爆雷投射砲:10基

### 艦載機
総数不明（補用含め50機程度と思われる。）
艦上戦闘機
電征VI型
艦上爆撃機
海王
艦上対戦車攻撃機
殲鬼（せんき）
電子作戦機
星鵬（せいほう）
超高空電子偵察機
金鳶（きんし）

## 第三次世界大戦

### 第一次改装
第二次世界大戦終盤にドイツ軍の攻撃で損傷を受けた後、休戦期間中に舷側に車両積載用ハッチを設けるなど輸送艦能力を追加され、中期までは戦車や兵員といった陸上兵力の輸送任務も行った。
「新・旭日の艦隊」第10巻巻末の記述によれば改修後は基準排水量7万8千トンで、満排水量9万トン余りとされている。

### 第二次改装
後世国際連合では戦後を考え、紛争地域へ平和維持軍を迅速に運ぶ方法を研究していた。そのため、日本ではコンパクトな旅団を輸送する母艦を保有しようと考え、建御雷を改装してその役目につかせることにした。
二次改装後は九鬼特殊旅団の母艦として働いた。

## メディア毎の相違

### コミック版での建御雷
その強力な電波発信機能を用い、印度南部要塞防衛の「カマイタチ作戦」において、ベンガル湾に展開した建御雷を旗艦とする新鋭陸上戦支援艦隊から発せられた暗号通信は、「東南アジア内海経済圏」に設けられた数カ所の中継局を挟み、帝都大本営陸軍部の参謀本部屋上の大アンテナで受信され、最前線の様子を直に内地で知る事の出来る「艦隊&部隊通信ネットワーク」を最大限に発揮しながら、印度攻略のロンメル軍と対峙する事を可能とした。
また熊谷機甲軍団と連携し、「金鳶」での戦域偵察情報、「星鵬」による戦域電波妨害、「電征」護衛下での「海王」による戦略拠点爆撃、そして「殲鬼」による対戦車駆逐と、巨艦の積載量を生かした航空部隊運用を行った。

### OVAでの建御雷
スタイルは原作を踏襲しているが、サイズが変更され、飛行甲板はアングルド・デッキ化されている。艦載機も変更され、電子偵察機『金鳶』は登場せず、艦爆が『吼星（こうせい）』に、対地艦攻『殲鬼』の代わりに艦戦・艦攻両用機『閃電改』を運用した。また艦橋前後に長10cm高角砲が設置され、両舷に設置された12.7cm高角砲の外観はMk 42 5インチ砲になっている。さらに艦内には本国情報部に匹敵する高速電算機が搭載され、敵を欺瞞するための偽電文を作成することも可能であるなど、電子作戦艦としての能力も有している。
第二次大戦末期、インド洋モガディシオ沖にて独軍の飽和攻撃の前に大破炎上した。当初、高杉司令長官ら乗組員が短艇で脱出しており、同じく攻撃を受け大破炎上・沈没した戦艦比叡と共に沈没と思われたが、最終話･終盤シーンで、第一連合航空機動艦隊母港となっているセイロン島コロンボ港に、同型艦の建御名方と共に停泊している姿が見受けられ、損傷を受けつつも残存したことが確認された。
- 全長:320m
- 全幅:75m
- 基準排水量:6万2000t
- 速力:30kn(ノット)
- 蒸気射出機:2基

## 注記
1. ↑  前世『信濃』が大和級3号艦からの転用であったように、『建御雷』も建造中止した大和か武蔵からの改修転用で建造された可能性がある。
2. ↑  クアラルンプール、シンガポール、サイゴン、マニラ、高雄、沖縄
3. ↑  無線による電文情報だけでなく、本格的な写真電送装置のお陰で、戦果や偵察情報もほぼリアルタイムで内地の参謀本部でも確認可能となった。